# ホンダ・ロードフォックス
ロードフォックス（RoadFox）とは、本田技研工業がかつて製造販売していたオートバイである。本項では本モデルをベースにした海外向け輸出仕様のGYRO S（ジャイロ エス）についても解説を行う。

## 車両解説

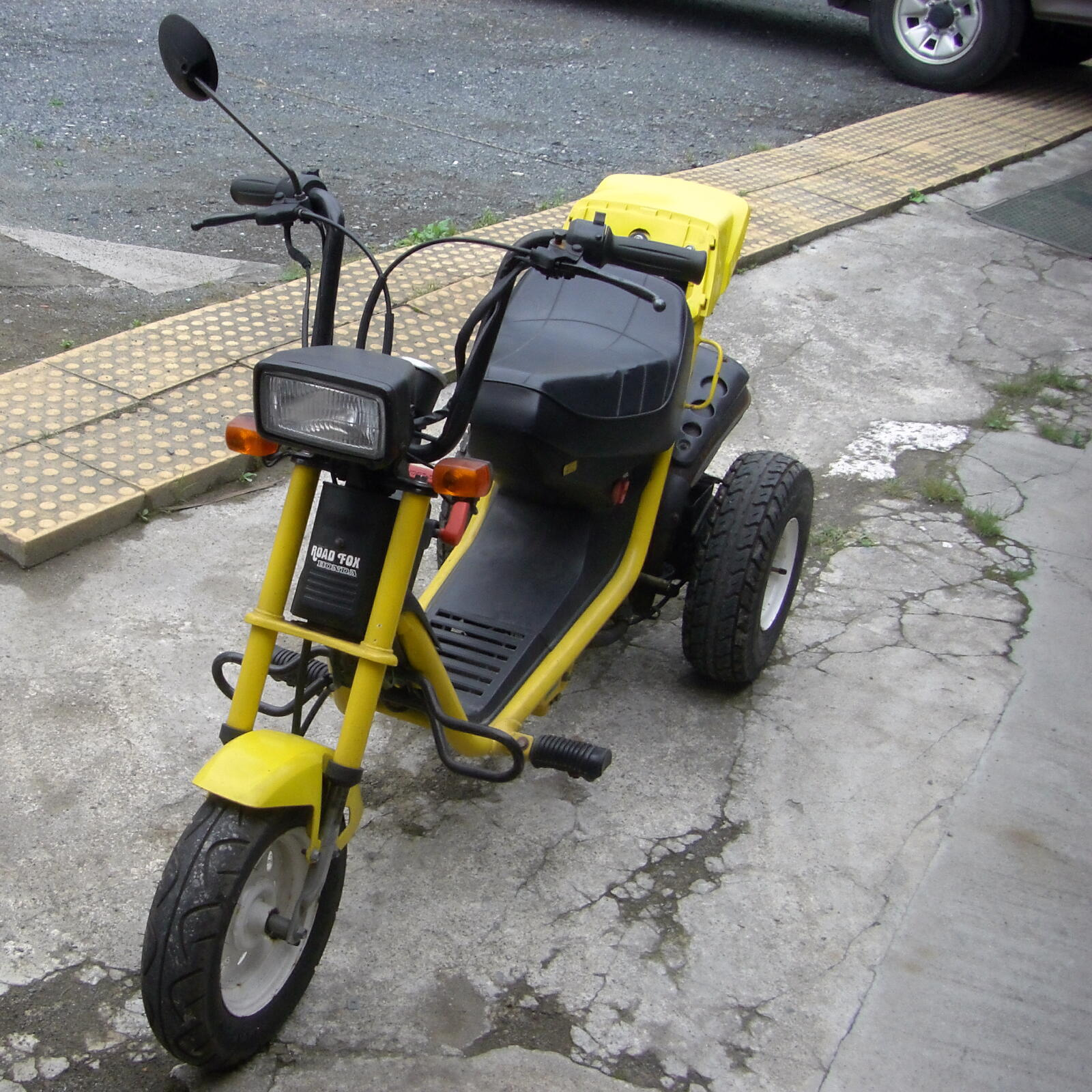
ロードフォックス

1984年7月12日発表、同月20日発売。型式名A-TB10。
2輪車の特長であるスムーズ・軽快・経済性を損なうことなく、4輪車の特長である居住性・快適性を合わせもつ備えた新しいカテゴリーの乗りものを前1輪・後2輪のスクーター=スリーターと銘打ち1981年11月に発売されたストリームから数えて第5弾となる排気量49㏄の原動機付自転車である。
多くのコンポーネンツを1983年に発売されたJOY・ジャストと共用する姉妹車であるが、搭載されるTB08E型空冷2ストローク単気筒エンジンは、チャンバータイプのマフラーを装着し最高出力4.0ps/6,000rpm・最大トルク0.49kg-m/5,500rpmとわずかながらの向上が施された。
車体面では、他シリーズのバックボーン型から変更してバイブ構成のパラレルフレームを採用し、バケットタイプシートや後輪に4.50-6インチのワイドタイヤを装着するなど三輪バギー (ATC)をアメリカンタイプにしたスタイルが特徴である。
年間販売目標18,000台・標準販売価格139,000円とされたが、1985年に生産終了となった。

## GYRO S
本モデルの海外向け輸出仕様で、基本コンポーネンツは共有するものの以下の相違点がある。
- フレームが長さ・高さともそれぞれ約10cm程度大きい
- シートが1サイズ大ぶりなものを装着
- 前輪ホイールが10インチ（ロードフォックスは8インチ）
- 後部ストップランプとターンランプが独立
- 足掛けに見えるフットガードは未装着
- キルスイッチを標準装備
- 速度計にマイル表示を併記
- 独立型インジゲーターを装備

## カスタマイズ
以下の改造を施すケースがある。
- 後輪トレッドを500mm超にしてミニカー登録
- 排気量を51㏄以上にして側車付軽二輪(トライク)として登録

これらの場合ではヘルメット着用義務がなくなるが、普通自動車免許が必要となる。